# 미국인구학회
미국인구학회(Population Association of America, PAA)는 1932년 설립된 인구 관련 학술단체이다. 매년 학술대회를 개최한다.